# チッチとサリー (曲)
「チッチとサリー」 (CHICH&SALLY) は、1970年3月5日に発売された加藤和彦と翁玖美子のデュオ・ユニット、“チッチとサリー”名義によるシングルである。

## 解説
「チッチとサリー」は雑誌『美しい十代』に連載されていた、みつはしちかこの漫画『小さな恋のものがたり』の単行本化を記念して制作されたタイアップ・シングルで、漫画の登場人物である少女チッチと青年サリーをモデルとしたデュオによる楽曲の作曲およびサリー役を加藤和彦が担当することになり、歌詞とチッチ役の女性は一般から募集されることとなった。公募の結果、詞は一般人の秋野由美子の作品が採用され、原作者のみつはしがそれに手を加え、同じくオーディションで採用されたチッチ役の翁玖美子とサリー役の加藤および「そのグループ」によって録音された。一方、カップリング曲の「カフェ・ル・モンドのメニュー」は松山猛と「加藤和彦とそのグループ」のコンビによる楽曲で、架空のカフェ「ル・モンド」のメニューを読み上げる内容となっており、1969年12月に東芝からレコードデビューしたアーティストの小野和子と加藤のデュエットで録音された。なお、演奏のバックに話し声や器物の音、手拍子などが入っているが、加藤によれば、これは効果音ではなく実際にスタジオで収録したものだという。

## アートワーク
表カバーには加藤と翁玖美子の写真が、裏面には「カフェ・ル・モンド」をイメージしたイラストが使われている。

## 収録曲

### SIDE A
1. チッチとサリー (CHICH&SALLY)  –  (2:59)
作詞：秋野由美子、補作詞：みつはしちかこ、作曲：加藤和彦、編曲：加藤和彦とそのグループ

### SIDE B
1. カフェ・ル・モンドのメニュー (MENU DU CAFÉ LE MONDE)  –  (5:18)
作詞：松山猛、作曲：加藤和彦、編曲：加藤和彦とそのグループ

## アルバム収録
「チッチとサリー」は、1999年発表の『加藤和彦の世界』に初収録された。「カフェ・ル・モンドのメニュー」は、1970年1月6日に渋谷公会堂で行われた「カレッジ・ポップス出初式」出演時のライブ音源（東芝音楽工業 EP-7742）が当シングルと同時にリリースされ、のちにシングル音源も1977年発表の『Catch-22』に初収録された。